# Luguentz Dort

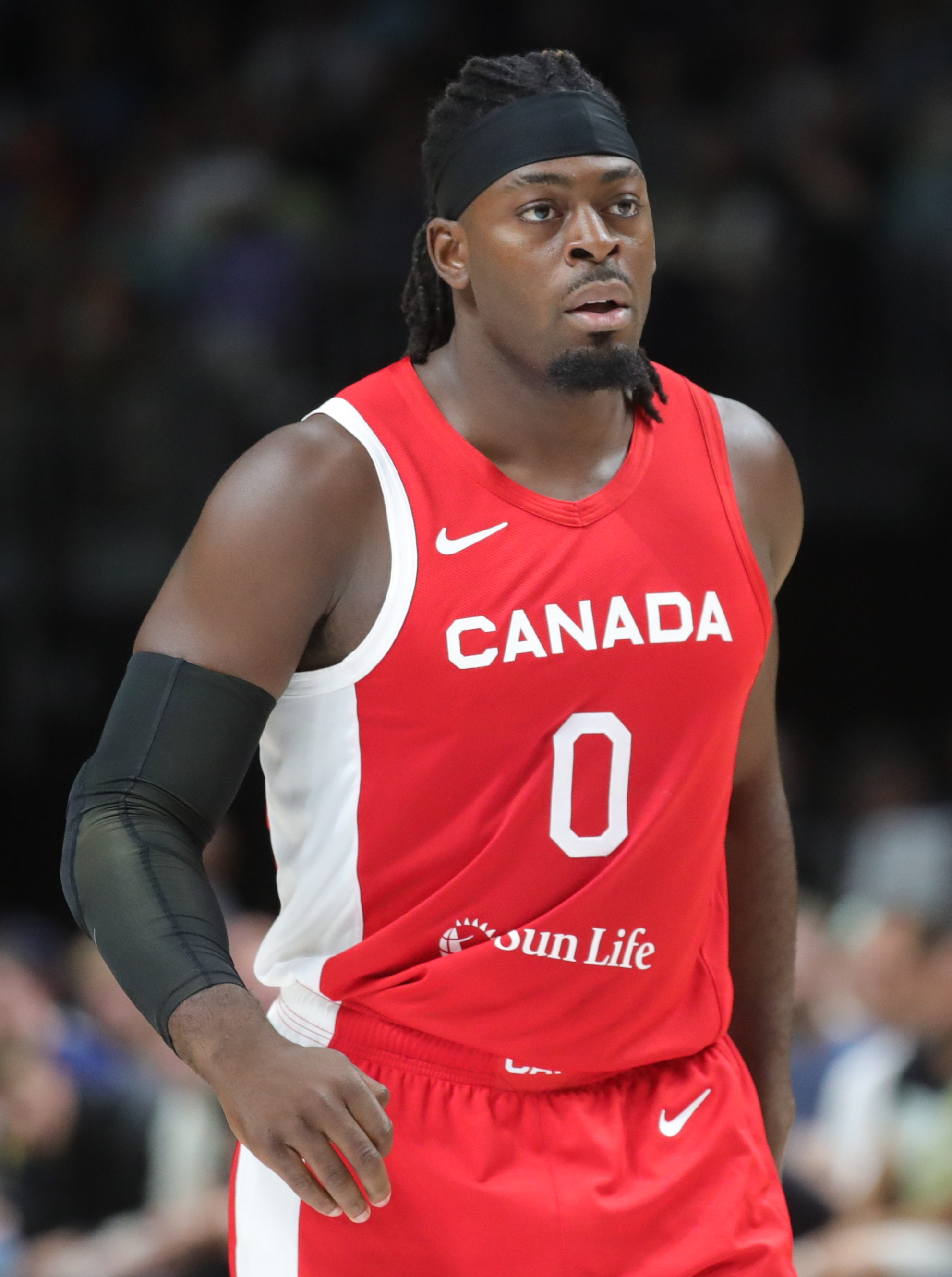
Luguentz Dort, 2023.

Luguentz Dort, född 19 april 1999 i Montréal i Québec, är en kanadensisk professionell basketspelare (SF/SG) som spelar för Oklahoma City Thunder i National Basketball Association (NBA).
Han var med och vinna bronsmedalj, tillsammans med det kanadensiska basketlandslaget, vid världsmästerskapet i basket för herrar 2023.
Dort blev aldrig NBA-draftad.
Innan han blev proffs studerade Dort vid Arizona State University och spelade för deras idrottsförening Arizona State Sun Devils.